# 冷たいハート
「冷たいハート」(つめたいハート 原題:Cold Hearted)は、ポーラ・アブドゥルの楽曲。1枚目のスタジオ・アルバム『あいつにノック・アウト』からの5枚目のシングル・カットとして発売された。

## 解説
デヴィッド・フィンチャーがミュージック・ビデオの監督を務めた。映画『オール・ザット・ジャズ』のコリオグラフィーを参考にしている。
米国のテレビドラマ『glee/グリー』のシーズン4におけるエピソード「歌って解決」(Feud)ではこの曲が取り上げられ、ミュージック・ビデオを再現してのパフォーマンスが行われた。
2024年にアリアナ・グランデが発表した『yes,and?』のミュージック・ビデオは本曲のMVへのオマージュとなっている。

## 収録曲
日本盤 マキシ・シングル
1. 冷たいハート（エクステンデッド・バージョン）
2. あいつにノック・アウト（エクステンデッド・バージョン）
3. ストレイト・アップ（エクステンデッド・バージョン）
4. フォーエヴァー・ユア・ガール（エクステンデッド・バージョン）

## チャート
| チャート (1989–1990年)                        | 最高位 |
| --------------------------------------------- | ------ |
| オーストラリア (ARIA)                         | 68     |
| カナダ / シングル小売 (The Record)            | 1      |
| カナダ トップシングルス (RPM)                 | 2      |
| カナダ ダンス/アーバン (RPM)                  | 1      |
| カナダ / シングル小売 (RPM)                   | 7      |
| フィンランド (スオメン・ヴィラリネン・リスタ) | 17     |
| フランス (SNEP)                               | 33     |
| オランダ (Single Top 100)                     | 63     |
| ニュージーランド (Recorded Music NZ)          | 25     |
| UK シングルス (OCC)                           | 46     |
| US Billboard Hot 100                          | 1      |
| US Dance Club Songs (Billboard)               | 19     |
| US Dance Singles Sales (Billboard)            | 6      |
| 西ドイツ (GfK Entertainment charts)           | 38     |

| チャート (1989年)            | 順位 |
| ---------------------------- | ---- |
| カナダ (RPM)                 | 13   |
| カナダ ダンス/アーバン (RPM) | 15   |
| 全米 Billboard Hot 100       | 6    |